# Епархия Байомбонга
Епархия Байомбонга (лат. Dioecesis Bayombongensis) — епархия Римско-Католической церкви с центром в городе Байомбонг, Филиппины. Епархия Байомбонга распространяет свою юрисдикцию на провинции Нуэва-Виская и Кирино. Епархия Байомбонга входит в митрополию Тугегарао. Кафедральным собором епархии Байомбонга является церковь святого Доминика.

## История
7 ноября 1966 года Римский папа Павел VI выпустил буллу Patris instar, которой учредил территориальную прелатуру Байомбонга, выделив её из епархии Тугегарао (сегодня — Архиепархия Тугегарао). В этот же день территориальная прелатура вошла в митрополию Новой Сеговии.
21 сентября 1974 года территориальная прелатура Байомбонга вошла в митрополию Тугегарао.
15 ноября 1982 года Римский папа Иоанн Павел II издал буллу Cum Decessores, которой преобразовал территориальную прелатуру Байомбонга в епархию.

## Ординарии епархии
- епископ Albert van Overbeke (18.11.1966 — 15.09.1986);
- епископ Ramon B. Villena (15.09.1986 — по настоящее время).

## Источник
- Annuario Pontificio, Ватикан, 2007
- Булла Patris instar  (лат.)
- Булла Cum Decessores, AAS 75 (1983) I, стр. 357  (лат.)